# Ironheart (série télévisée)
Daredevil: Born Again Eyes of Wakanda
Ironheart est une mini-série télévisée américaine qui est diffusée sur Disney+. Elle fait partie de l'univers cinématographique de Marvel Studios et est le dernier projet télévisé de la cinquième phase.
Elle est annoncée par Kevin Feige au San Diego Comic-Con 2022.

## Synopsis
Quelques mois après le conflit entre le Wakanda et Talocan, Riri Williams, jeune prodige du MIT, continue d'essayer de développer une armure technologique comparable à celle d'Iron Man, mais elle finit renvoyée pour ses nombreux écarts de conduite et les multiples incidents provoqués par ses travaux. Elle fuit vers Chicago pour retrouver sa famille et trouver un moyen de financer ses travaux, mais elle est repérée par Parker Robbins alias The Hood, à la tête d'un groupe de cambrioleurs de haut vol.

## Distribution
Sauf indication contraire, les informations mentionnées dans cette section peuvent être confirmées par la base de données cinématographiques IMDb,  présente dans la section « Liens externes ».

### Acteurs principaux
Note : Les acteurs ci-dessous sont crédités dans la distribution principale uniquement dans les épisodes où ils apparaissent.
- Dominique Thorne (VF : Amélia Ewu) : Riri Williams / Ironheart
- Lyric Ross (en) (VF : Mélissa Berard) : Natalie Washington / N.A.T.A.L.I.E.
- Manny Montana (VF : Valentin Merlet) : John (en) (5 épisodes)
- Matthew Elam (VF : Baptiste Marc) : Xavier Washington
- Anji White (VF : Corinne Wellong) : Ronnie Williams, la mère de Riri
- Jim Rash (VF : Nicolas Dangoise) : Pr Wilkes, le doyen du MIT (1 épisode)
- Eric André (VF : Vincent Touré) : Stuart Clarke / Démolisseur (en) (2 épisodes)
- Cree Summer (VF : Sandrine Moaligou) : Madeline Stanton (2 épisodes)
- Paul Calderon (VF : Mathieu Rivolier) : Arthur Robbins, le CEO d'Artworks (2 épisodes)
- Regan Aliyah (VF : Farrah Grabi) : Zelma Stanton (3 épisodes)
- Sonia Denis (VF : Déborah Claude) : Clown
- Shea Couleé (VF : Mike Fédée) : Slug
- Zoe Terakes (en) (VF : Nicolà Michel) : Jeri Blood
- Shakira Barrera (en) (VF : Anne Levallois) : Roz Blood
- Anthony Ramos (VF : Melki Izzouzi) : Parker Robbins / The Hood
- Alden Ehrenreich (VF : Eilias Changuel) : Ezekiel « Zeke » Stane / Joe McGillicuddy (5 épisodes)
- Sacha Baron Cohen (VF : Emmanuel Curtil) : Méphisto (1 épisode)

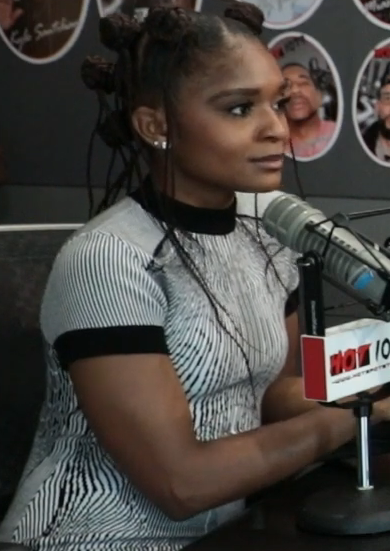
Dominique Thorne interprète Riri.
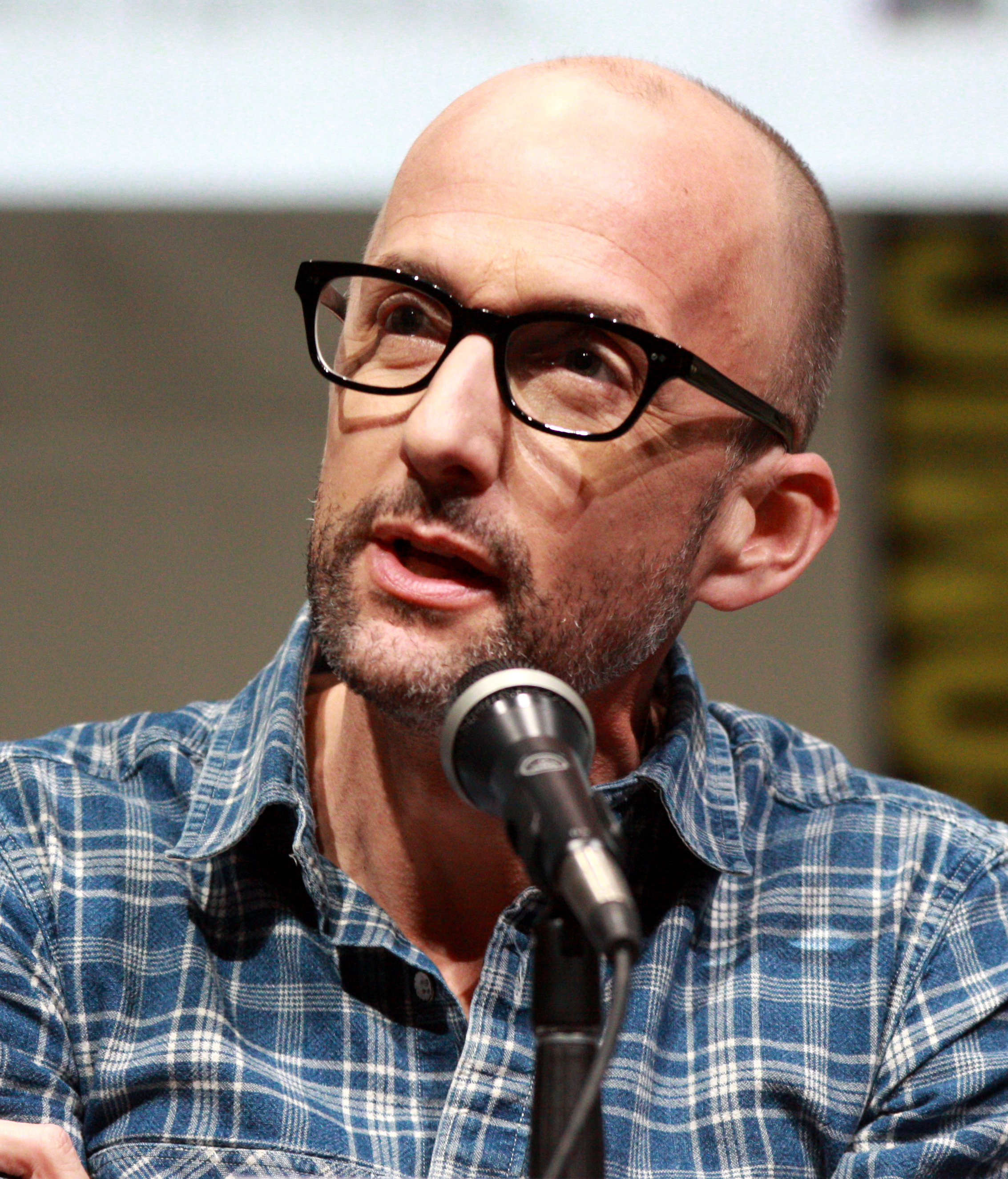
Jim Rash interprète le Pr Wilkes.
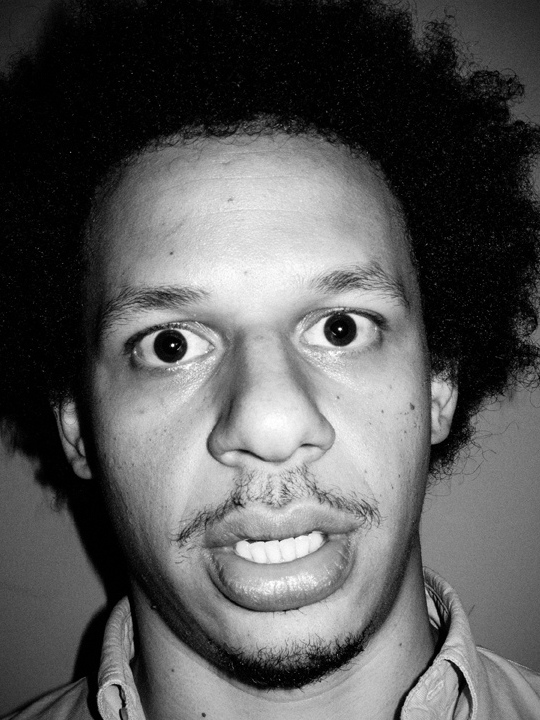
Eric André interprète Rampage.
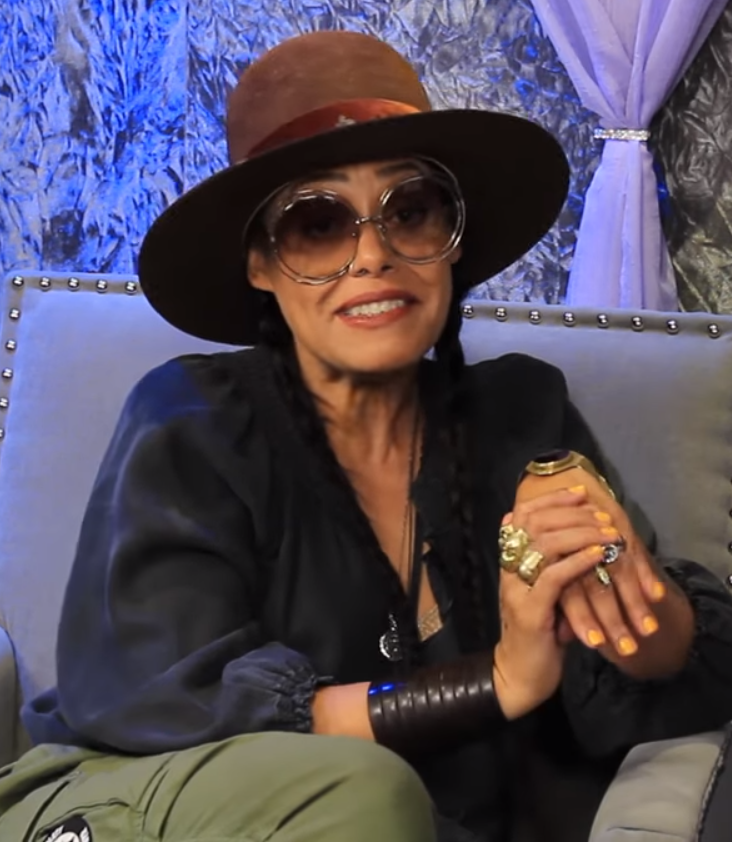
Cree Summer interprète Madeline.
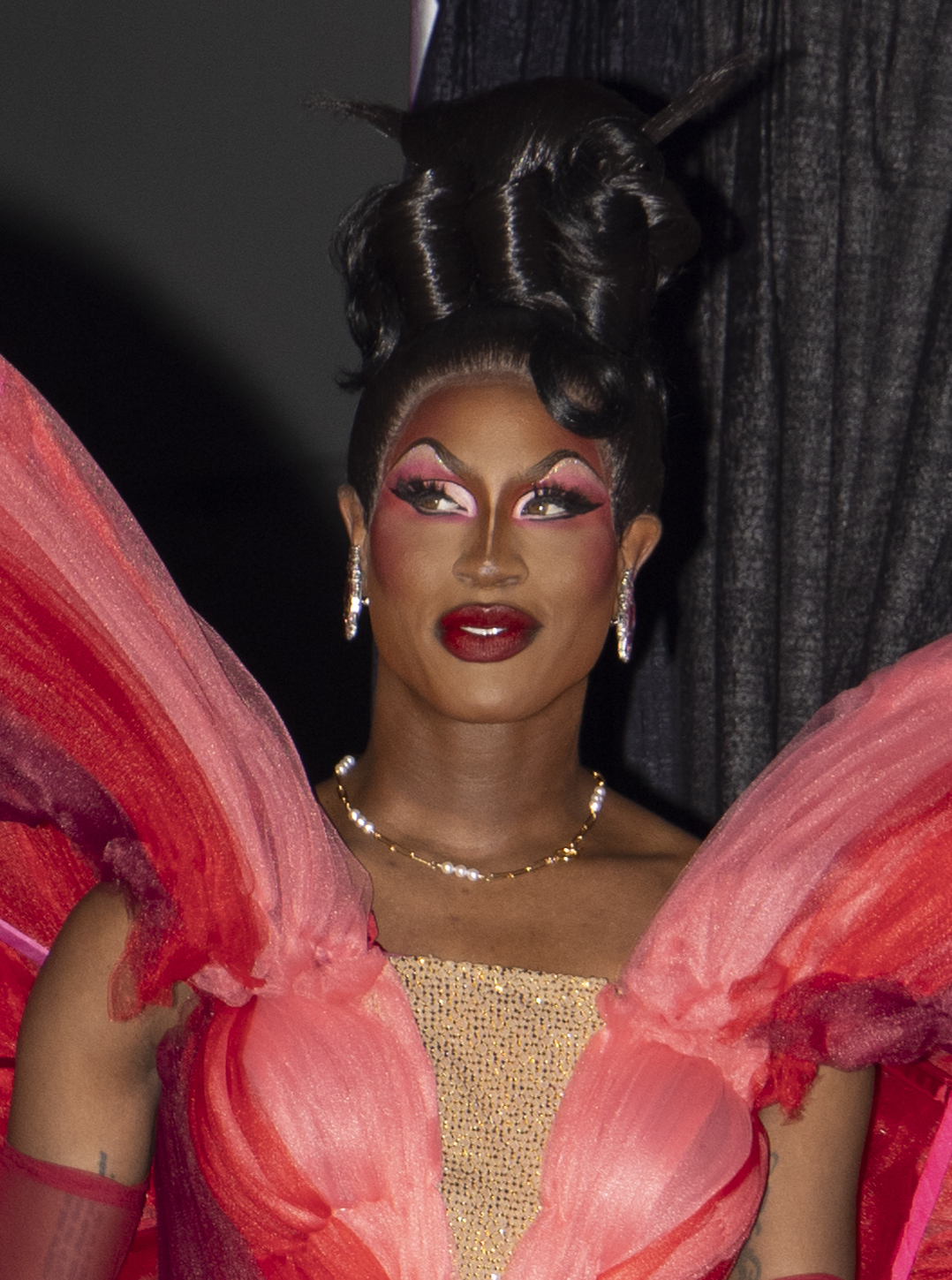
Shea Couleé interprète Slug.
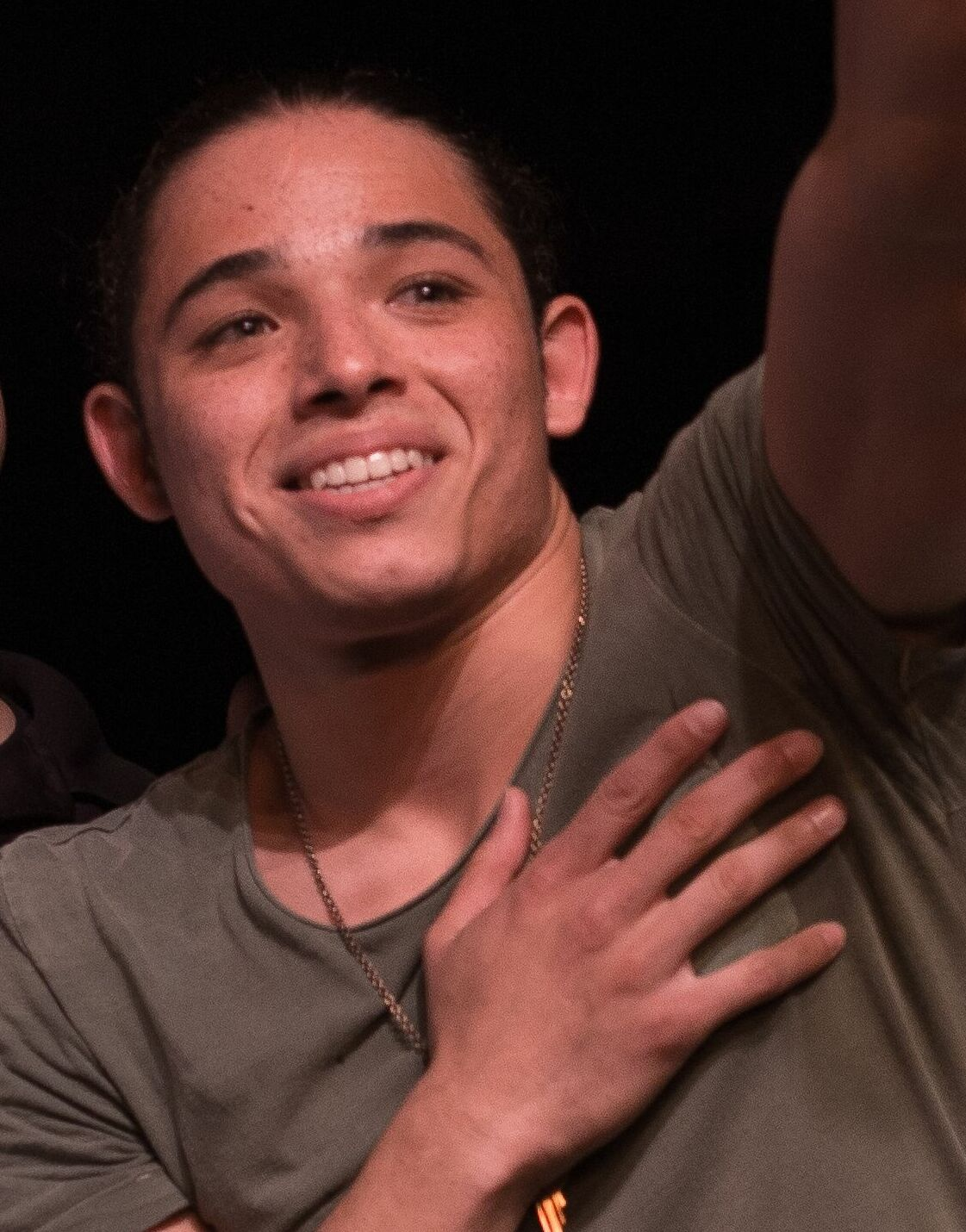
Anthony Ramos interprète The Hood.
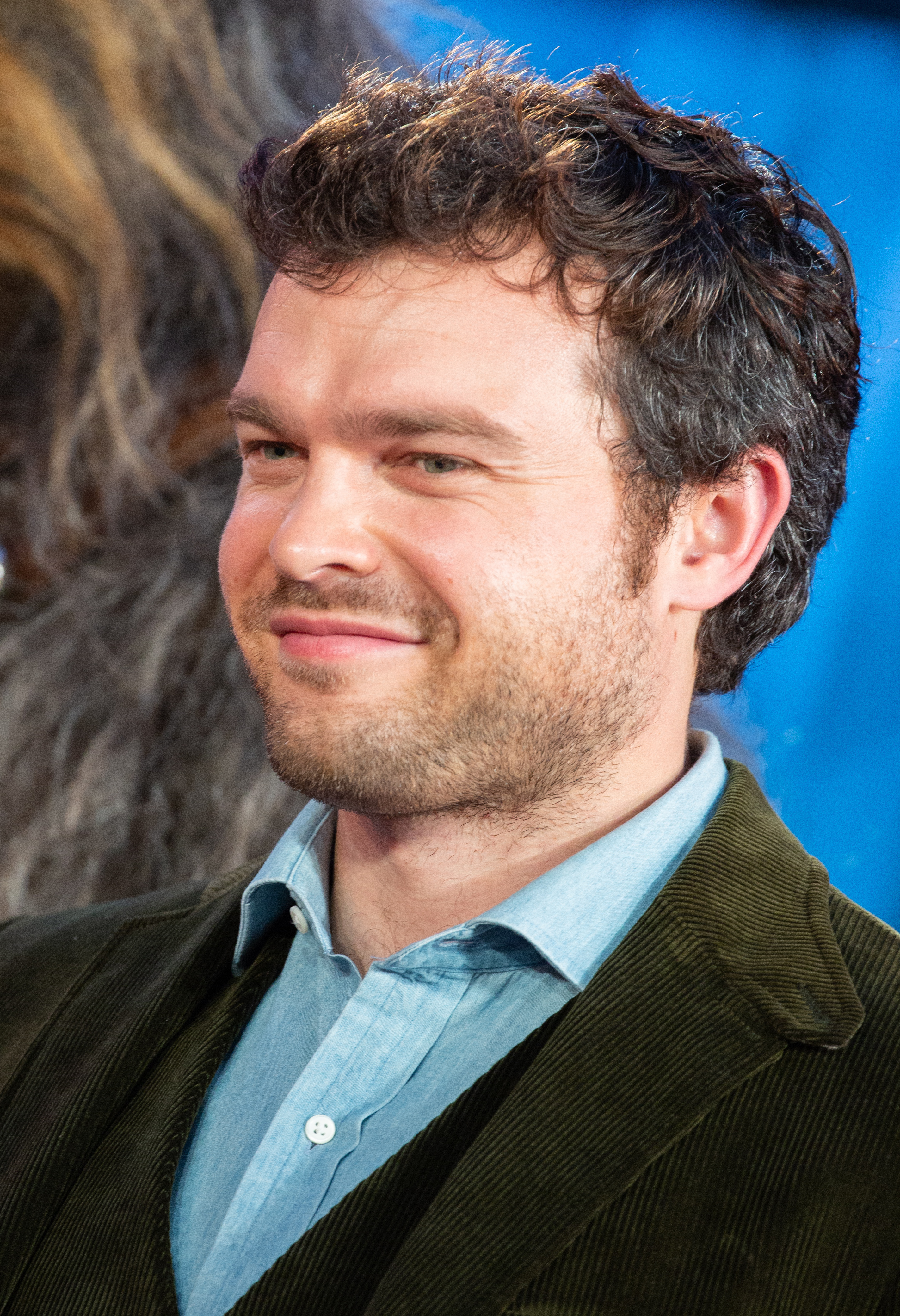
Alden Ehrenreich interprète Ezekiel.
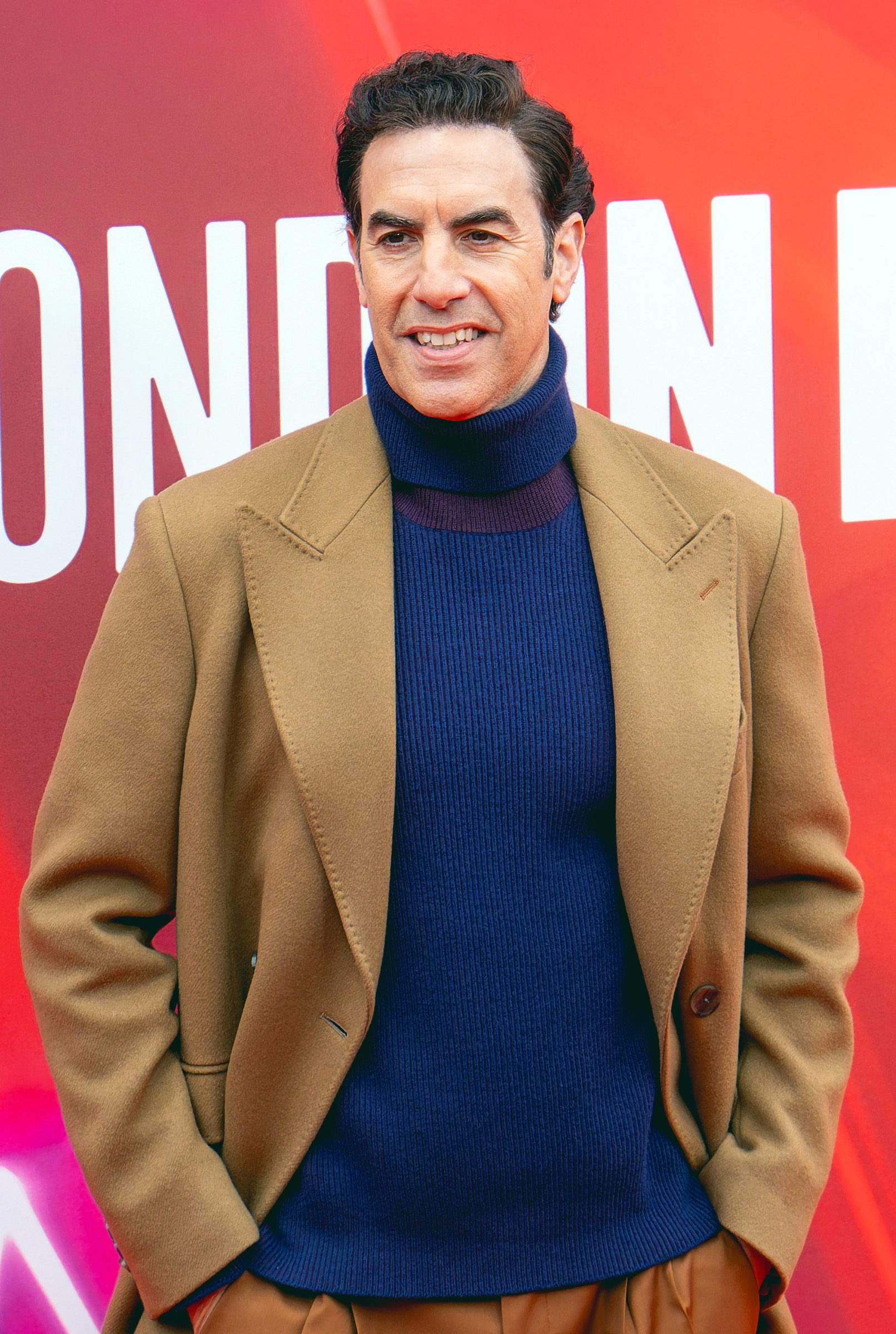
Sacha Baron Cohen interprète Méphisto.

### Acteurs récurrents
- Harper Anthony (VF : Romain Bucciarelli) : Landon (4 épisodes)
- LaRoyce Hawkins (VF : Joseph Laurent) : Gary Williams (4 épisodes)
- Alyse Elna Lewis : Riri Williams enfant (3 épisodes)
- Tanya Christiansen : Heather (3 épisodes)

### Invité
- Saba : lui-même (épisode 2)

## Épisodes

### Liste des épisodes
1. Retour au bercail - (Take me home)
2. La vraie Natalie ? - (Will the real Natalie Please stand up ?)
3. On est en danger, ma biche - (We in danger, girl)
4. Dans une autre dimension - (Bad magic)
5. Y a comme un Glitch - (Karma's a Glitch)
6. Le prix à payer - (The Past is the past)

### Épisode 1:Retour au bercail
- Mondial : 24 juin 2025 sur Disney+

### Épisode 2:La vraie Natalie?
- Mondial : 24 juin 2025 sur Disney+

### Épisode 3:On est en danger, ma biche
- Mondial : 24 juin 2025 sur Disney+

### Épisode 4:Dans une autre dimension
- Mondial : 1er juillet 2025 sur Disney+

### Épisode 5:Y a comme un Glitch
- Mondial : 1er juillet 2025 sur Disney+

### Épisode 6:Le prix à payer
- Mondial : 1er juillet 2025 sur Disney+

## Production

### Développement
En décembre 2020, il a été révélé qu'une mini-série centrée sur le personnage d'Ironheart est en développement.
La sortie de la série a été révélée le 23 juillet 2022, lors de la Comic Con de San Diego par Kevin Feige lors du panel Marvel. Mais elle ne sera disponible sur Disney+ qu'en juin 2025.

### Choix des interprètes
Dominique Thorne a été choisie dans le rôle de Riri Williams / Ironheart lors de l'annonce de la série. Cette dernière avait déjà fait une apparition dans Black Panther: Wakanda Forever. En février 2022, Anthony Ramos rejoint le casting dans le rôle de Parker Robbins / The Hood, l'antagoniste principal de la série. Quelques semaines plus tard, Lyric Ross a été choisie pour incarner Natalie Washington, la meilleure amie de Riri. En avril 2022, Harper Anthony rejoint le casting. Manny Montana rejoint le casting deux mois après suivi de Alden Ehrenreich qui rejoint la distribution en juillet 2022.
Zoe Terakes, Shea Couleé, Shakira Barrera, Regan Aaliyah, Sonia Denis, Rashida Olayiwola, Paul Calderon et Cree Summer rejoignent le casting entre aout et octobre 2022. Jim Rash, aperçu dans le film Captain America: Civil War, est annoncé en septembre 2022 lors de la D23 qu'il va reprendre son rôle de directeur du MIT. En octobre 2022, Sacha Baron Cohen rejoint le casting dans le rôle de Méphisto.
Anji White et Matthew Elam rejoignent la distribution dans les rôles de Ronnie Williams et Xavier Washington.

### Tournage
Le tournage de la série démarre le 2 juin 2022 à Atlanta et se termine début novembre 2022.

### Diffusion
Ironheart est prévue pour une diffusion sur Disney+. Un document du United States Copyright Office indique une date approximative de diffusion du premier épisode au 3 septembre 2025. Après avoir été programmé d'abord au début de l'année 2023, mais en février 2023, une sortie en 2023 est remise en question alors que Disney et Marvel Studios revenaient sur le planning de sortie, et donc repoussée à 2024 en mai 2023, avant que cette nouvelle date soit supprimée sans être remplacée par Marvel Studios en septembre 2023 consécutivement aux grèves de la Writers Guild of America et de la SAG-AFTRA, empêchant la post-production d'être achevée. Lors des Upfronts 2024, la diffusion de Ironheart est annoncée pour l'année 2025, après celle de Daredevil: Born Again. Plutôt que de suivre le un rythme d'un épisode par semaine, les trois premiers épisodes de Ironheart seront mis en ligne le 24 juin 2025, et les trois suivants le 1er juillet 2025.

## Promotion
Les premières images de la série ont été montrées à la convention D23 de Disney en septembre 2022. Thorne et Ramos ont ensuite promu la série lors des upfronts de Disney de mai 2024, avec l'annonce de l'année de diffusion. Les deux ont continué leur promotion en août, lors d'une nouvelle convention D23, ave Coogler, Ross, Ramos, Ehrenreich et Aliyah. De nouvelles images ont été montrées,, que Jacob Hall pour /Film a décrit comme "une série policière avec une touche d'Iron Man au milieu". Après des fuites en ligne des images de la D23, Marvel a diffusé un visuel officiel de Riri dans son armure Ironheart dans la vidéo célébrant le 85e anniversiare de la compagnie. D'autres images de la série ont été montrées dans une vidéo pour Disney+ en octobre, annonçant le calendrier des sorties pour Marvel Television et Marvel Animation pour la fin 2025.
Des images ont été insérées dans un teaser diffusé lors de la présentation des upfronts de Disney le 13 mai 2025. Un autre teaser, montrant de nouvelles images et un interview de Ryan Coogler, est mis en ligne le même jour, puis le premier trailer de la série le lendemain. Dais Johnston de Inverse s'étonne qu'il y ait "un manque surprenant de marketing" pour la série considérant que la date de diffusion est très proche. Germain Lussier de Gizmodo apprécie aussi de voir "du marketing apparaître" pour la série. Il  salue la vidéo pour bien présenter le personnage, les enjeux et l'histoire à travers de nombreuses nouvelles images. A propos de la première bande-annonce, Jordan King de Empire dit qu'il établit vite le ton de la série, expliquant qu'il raconte bien l'histoire de Riri plutôt que d'essayer d'être un "Iron Man 2.0". King compare la scène du piège qui ouvre la bande-annonce à celle qui présentait la saga Saw. Un épisode Marvel Studios: Legends centré sur Riri est mis en ligne sur YouTube le 13 juin 2025.